# Uzana
Cette page contient des caractères spéciaux ou non latins. S’ils s’affichent mal (▯, ?, etc.), consultez la page d’aide Unicode.
Pour le roi de Pinya du XIVe siècle, voir Uzana I.
Uzana (birman ဥဇနာ, ʔṵzənà) (23 février 1213 – mai 1256) fut le dixième souverain du Royaume de Pagan, en Birmanie. Il régna de 1251 à 1256, après avoir été longtemps exercé le pouvoir sous le règne de son père Kyaswa (1235–1251). Celui-ci, bouddhiste dévot, lui avait remis pleine autorité sous le royaume. Cependant Uzana était paraît-il plus intéressé par la boisson et la chasse aux éléphants que par les soins du gouvernement. Une fois roi, il les abandonna à son premier ministre Yazathingyan.
Il mourut accidentellement en 1256 lors d'une chasse à l'éléphant à Dala (aujourd'hui un quartier de Rangoon). Son épouse, petite-fille de Minshinsaw, lui avait donné deux fils, dont Narathihapati, qui lui succéda.